# 헤위손 베네테 (2004년)
헤위손 프란시스코 베네테 비예가스(스페인어: Jewison Francisco Bennette Villegas, 2004년 6월 15일 ~ )은 코스타리카의 축구 선수로 현재 그리스 수페르리가 엘라다의 아리스에서 윙어로 활약하고 있다.

## 수상

### 클럽
CS 에레디아노
- 코스타리카 프리메라 디비시온 : 우승 (2021-22)
- 수페르코파 데 코스타리카 : 우승 (2022)